# 司馬愔
司馬愔（?—?），字敬王，东晋宗室，司马懿六弟司馬進的玄孙，谯刚王司馬遜的曾孙，谯闵王司马承之孙，谯烈王司馬無忌之子。
司馬愔的先祖世袭谯王，他的哥哥司馬恬，承袭谯王爵位。因为其父司马无忌随桓温伐成汉有功，于是封他为广晋伯。司馬愔早卒，无子，其兄司馬恬的儿子司马允之过继给他为后嗣，袭封广晋伯。后来桓温之子桓玄篡位，司马允之与兄司馬尚之、司馬恢之起兵反抗，一同被杀。